# لودفيغ الثاني ملك بافاريا
لودفيغ الثاني (بالألمانية: Ludwig Otto Friedrich Wilhelm، وبالإنجليزية: Louis Otto Frederick William، ولد 25 أغسطس 1845- توفي 13 يونيو 1886)، كان ملك بافاريا بدءًا من عام 1864 حتى وفاته عام 1886، ويطلق عليه أحيانًا ملك البجع أو ملك الحكايات الخرافية، (der Märchenkönig) ويحمل عدة ألقاب أخرى مثل: كونت بالاتينات الراين ودوق بافاريا ودوق فرانكونيا ودوق شوابيا.
اعتلى لودفيغ العرش في الثامنة عشر من عمره. بعد عامين من ذلك؛ تحديدًا في عام 1886، خاضت بافاريا والنمسا حربًا ضد بروسيا استمرت أسابيع فقط، وانتهت بهزيمتهما. ومع ذلك، وقفت بافاريا إلى جانب بروسيا ضد فرنسا في الحرب الفرنسية البروسية في عام 1870، وبعد النصر البروسي أصبحت بافاريا جزءًا من الإمبراطورية الألمانية الجديدة بقيادة بروسيا. رغم أن بافاريا حافظت على درجة من الحكم الذاتي في بعض الشؤون ضمن الرايخ الألماني الجديد، انسحب لودفيغ تدريجيًا من الشؤون اليومية للدولة متوجهًا إلى المشاريع المعمارية والفنية الباهظة؛ إذ أمر ببناء قصرين فخمين وقصر نويشفانشتاين، وكان مهووسًا بالمؤلف ريتشارد فاغنر (استدعى الملك لودفيغ فاغنر إلى ميونخ، سدد له ديونه، ووجد له مكان إقامة في القصر، وقدم له كل ما يريد). أنفق لودفيغ كل عائداته الملكية (رغم أنها ليست أموال الدولة كما يُشاع عادةً) على هذه المشاريع، واقترض مبالغ ضخمة، وتحدى جميع محاولات وزراءه لكبح جماحه. استُخدِم هذا البزخ ضده لإعلان جنونه. وهو اتهام أصبح منذ ذلك الحين موضع تدقيق. واليوم، يشمل إرثه المعماري والفني العديد من أهم مناطق الجذب السياحي في بافاريا.

## بداية حياته
وُلد لودفيغ في قصر نيمفينبورغ (الموجود اليوم في ضواحي ميونخ)، وكان الابن الأكبر لولي العهد ماكسيمليان الثاني وزوجته أميرة بافاريا ماري ابنة ويليم أمير بروسيا، اللذين أصبحا ملك وملكة بافاريا في عام 1848، بعد تنازل لودفيغ الأول (والد ماكسيمليان) عن الحكم أثناء الثورة الألمانية.
أراد والداه تسميته أوتو، لكن أصر جده على تسمية حفيده باسمه، لأن عيد ميلادهما المشترك في 25 أغسطس هو يوم عيد القديس لويس التاسع من فرنسا، قديس بافاريا (مع كون اسم «لودفيغ» الشكل الألماني لاسم «لويس»). سُمي شقيقه الأصغر الذي ولد بعد ثلاث سنوات باسم «أوتو».
نُبه لودفيغ باستمرار إلى وضعه الملكي مثل العديد من الورثة الشباب في عصر يحكم فيه الملوك معظم أوروبا. أراد ماكسيمليان ملك بافاريا أن يدرّب كلا ولديه على أعباء الواجب الملكي ابتداءً من سن مبكرة. كان لودفيغ مدلَّلًا ومضبوطًا إلى حد كبير من قبل معلميه، وقد خضع لنظام صارم في الدراسة والتمرين. يشير البعض إلى أن هذه الضغوط التي تعرض لها لودفيغ في أثناء نشوئه في العائلة الملكية كانت غالبًا السبب في سلوكه الغريب كشخص بالغ.
لم يكن لودفيغ قريبًا من أي من والديه، وعندما اقترح مستشارو الملك ماكسيمليان على الملك أنه قد يرغب في أن يرافقه خليفته المستقبلي أحيانًا في جولات المشي اليومية لديه، أجاب الملك: «ولكن ماذا يُفترض أن أقول له؟ ففي النهاية، ابني لا يهتم بما يقوله له الآخرون». في وقت لاحق أشار لودفيغ إلى أمه باسم «قرينة سَلَفي». وكان أقرب بكثير إلى جده المعزول ذي السمعة السيئة لودفيغ الأول.
كانت هناك لحظات سعادة في سنوات طفولة لودفيغ، وقد عاش معظم وقته في قصر هوهينشفانغاو، قلعة خيالية بناها والده بالقرب من بحيرة ألبسي قرب بلدة فوجن، وزيُنت بأسلوب العمارة القوطية الحديثة مع العديد من اللوحات الجدارية التي تصور القصص الألمانية البطولية. زارت العائلة أيضًا بحيرة شتارنبيرغير. عندما كان لودفيغ مراهقًا أصبح صديقًا مقربًا لمرافقه الشخصي (الياور) الأمير بول، وهو فرد من أفراد عائلة البافارية الثرية ثورن وتاكسيس. ركب الشابان الخيول معًا، وقرأا الشعر بصوت عالٍ، وعرضا مشاهد من أوبرا الموسيقى الرومنسية لريتشارد فاغنر. انتهت الصداقة عندما ارتبط بول مع فتاة من العامة في عام 1866. في فترة شبابه، بدأ لودفيغ أيضًا صداقة استمرت مدى الحياة مع ابنة عمه الدوقة إليزابيث في بافاريا والتي أصبحت لاحقًا إمبراطورة النمسا.

## بداية حكمه
كان ولي العهد لودفيغ في عامه التاسع عشر عندما توفي والده بعد مرض دام ثلاثة أيام، واعتلى العرش البافاريّ. رغم أنه لم يكن مستعدًا لهذا المنصب الرفيع، لكن شبابه وإطلالة المفكر حسن المظهر التي يحملها أكسباه شعبية في بافاريا وأماكن أخرى. واصل لودفيغ استخدام سياسة والده في الدولة وأبقى على وزرائه نفسهم.
كانت اهتماماته الحقيقية في الفن والموسيقى والهندسة المعمارية، وكانت أولى أعمال حكمه هي استدعاء فاغنر إلى البلاط بعد بضعة أشهر من توليه الحكم. وضع أيضًا في عام 1864 حجر الأساس لبناء مسرح البلاط الجديد الذي يدعى حاليًا مسرح الدولة في ساحة غارتنر بلاتز (Gärtnerplatz-Theater).
كان لودفيغ غريب الأطوار بشكل ملحوظ، بطريقة جعلت من عمله كرئيس لدولة بافاريا أمرًا إشكاليًا، وكان يكره المهام العامة الكبيرة، ويتجنب المناسبات الاجتماعية الرسمية ما أمكنه ذلك، مفضلًا حياة العزلة التي شغلها بالعديد من المشاريع الإبداعية. كانت آخر مرة تفقّد فيها استعراضًا عسكريًا في 22 أغسطس 1875، وأقام آخر مأدبة في بلاطه في 10 فبراير 1876. تنبأت والدته بالصعوبات التي ستواجهه عندما أظهرت قلقها على ابنها الانطوائي جدًا والمبدع الذي قضى الكثير من وقته في أحلام اليقظة. سببت هذه الخصل المزاجية والسلوكية، مع حقيقة أن لودفيغ تجنب ميونيخ والمشاركة في الحكومة هناك بأي ثمن، حدوث توتر كبير مع وزراء حكومة الملك، لكنها لم تفقده شعبيته ضمن شعب بافاريا. استمتع الملك بالسفر في الريف البافاري وتبادل الأحاديث مع المزارعين والعمال الذين التقاهم على طول طريقه، وسعد أيضًا بمكافأة الذين كانوا مضيافين له خلال رحلاته بالهدايا الفخمة، وما يزال يُذكر في بافاريا باسم «Unser Kini» («ملكنا المحبوب» باللهجة البافارية).[بحاجة لمصدر]

## الحروب النمساوية-البروسية والفرنسية-البروسية
شكلت الوحدة مع بروسيا قضيةً هامةً منذ عام 1866. في الحرب النمساوية البروسية التي بدأت في أغسطس، دعم لودفيغ النمسا ضد بروسيا. هُزمت النمسا وبافاريا، فأجبرت بافاريا على توقيع معاهدة الدفاع المشترك مع بروسيا. عندما اندلعت الحرب الفرنسية البروسية في عام 1870، وجب على بافاريا القتال إلى جانب بروسيا، وبعد الانتصار البروسي على فرنسا، توجه بسمارك (رئيس وزراء بروسيا والمشرف على تأسيس الرايخ الألماني الثاني) لاستكمال توحيد ألمانيا.
انضمت بافاريا إلى الاتحاد الألماني الشمالي في نوفمبر 1870، وبالتالي فقدت مكانتها كمملكة مستقلة، ومع ذلك أمن المفوضون البافاريون في عهد رئيس الوزراء كونت أوتو فون براي-ستينبورغ مكانةً مميزةً لبافاريا داخل الإمبراطورية (Reservatrechte: كلمة ألمانية تعني «سلطة تقديرية»). احتفظت بافاريا بهيئتها الدبلوماسية الخاصة وجيشها الخاص، الذي لن يخضع للقيادة البروسية إلا في أوقات الحرب.
في ديسمبر عام 1870، استخدم بيسمارك امتيازات مالية لحث لودفيغ بدعم من سلاحدار (حامل سلاح ذكر يخدم كفرد في العائلة الملكية) الملك ماكسيمليان، الكونت فون هولشتاين لكتابة ما يسمى Kaiserbrief (رسالة إمبراطورية)، وهي رسالة تؤيد إنشاء الإمبراطورية الألمانية مع الملك فيلهلم الأول إمبراطورًا. مع ذلك، أعرب لودفيغ عن ندمه لفقدان بافاريا استقلالها، ورفض حضور إعلان فيلهلم كإمبراطور لألمانيا في قصر فرساي في 18 يناير. ذهب شقيق لودفيغ الأمير أوتو وعمه لويتبولد بدلًا عنه. انتقد أوتو الاحتفال وقال إنه كان مبهرجًا ووحشيًا في رسالة إلى أخيه.

## روابط خارجية
- لودفيغ الثاني ملك بافاريا على موقع الموسوعة البريطانية (الإنجليزية)
- لودفيغ الثاني ملك بافاريا على موقع ميوزك برينز (الإنجليزية)
- لودفيغ الثاني ملك بافاريا على موقع إن إن دي بي (الإنجليزية)